# Maxwell Creek, Grey County
Maxwell Creek är ett vattendrag i Kanada.   Det ligger i provinsen Ontario, i den sydöstra delen av landet, 400 km väster om huvudstaden Ottawa.
Omgivningarna runt Maxwell Creek är en mosaik av jordbruksmark och naturlig växtlighet. Runt Maxwell Creek är det glesbefolkat, med 10 invånare per kvadratkilometer.